# Hugo Barrantes Ureña
Hugo Barrantes Ureña (San Isidro de El General, 21 de maio de 1936 – San José, 28 de setembro de 2024) foi um ministro costarriquenho e arcebispo emérito de San José de Costa Rica.
Hugo Barrantes Ureña foi ordenado sacerdote em 23 de dezembro de 1961 para a Diocese de San Isidro de El General.
O Papa João Paulo II o nomeou Bispo de Puntarenas em 17 de abril de 1998. O arcebispo de San José da Costa Rica, Román Arrieta Villalobos, concedeu-lhe a consagração episcopal em 16 de julho do mesmo ano; Os co-consagradores foram Ignacio Nazareno Trejos Picado, Bispo de San Isidro de El General, e Héctor Morera Vega, Bispo de Tilarán.
Como lema escolheu Duc in Altum. Em 13 de julho de 2002 foi nomeado Arcebispo de San José de Costa.
Em 4 de julho de 2013, o Papa Francisco aceitou sua aposentadoria por motivos de idade.

## Morte
Ureña morreu no dia 28 de setembro de 2024, aos 88 anos.